# 北京颂歌
《北京颂歌》，创作于1971年。由洪源作词，田光、傅晶作曲，首唱者是歌唱演员张越男。之后由男歌唱家李光曦、李双江演唱过。其旨在传达对中华人民共和国首都北京的歌颂与向往。
歌曲未局限於某一民族或地域的音调中，着重体现了中国民族乐曲的共性。在第一乐段中，融入了《中华人民共和国国歌》《东方红》等曲调元素，勾画出北京的黎明景象；第二乐段中，乐句起自後半拍，並运用排比手法，逐渐推向高潮；第三乐段带有进行曲色彩，将第一乐段的曲调凝练升华。
《北京颂歌》曾作为北京人民广播电台的开始音乐播出。